# Cances (Carballo)
Cances (llamada oficialmente San Martiño de Cances) es una parroquia española del municipio de Carballo, en la provincia de La Coruña, Galicia.

## Otra denominación
La parroquia también se denomina San Martín de Cances.

## Patrimonio
Existen los túmulos megalíticos de Agra das Moas y de Rego da Bandeira.[cita requerida]

## Entidades de población
Entidades de población que forman parte de la parroquia:
- Cances da Vila
- Cances Grande
- Liñeiro
- Campo de San Pedro (O Campo de San Pedro)
- Vilanova
- Vilariño
- A Cabana.

## Demografía
| Gráfica de evolución demográfica de Cances entre 2000 y 2018 |
|                                                              |
| Datos según el nomenclátor publicado por el INE.             |